# Crisant i Daria
Crisant i Daria (Alexandria, segona meitat del segle iii - Roma, 283) foren dos joves convertits al cristianisme i martiritzats a Roma al final del segle iii. Són venerats com a sants per l'Església catòlica i l'ortodoxa.

## Llegenda

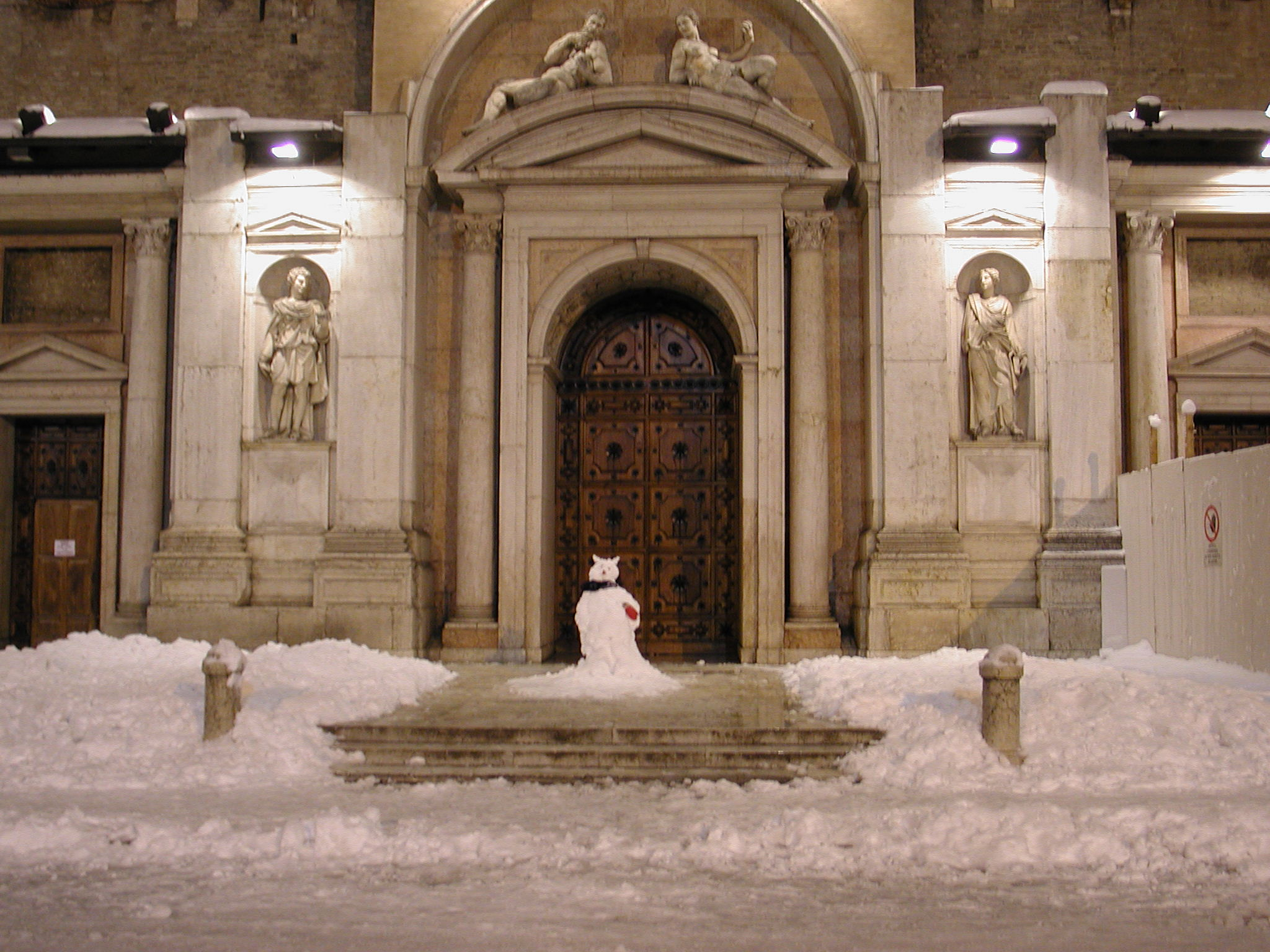
Façana de la catedral de Reggio Emilia, amb les escultures de Crisant i Daria

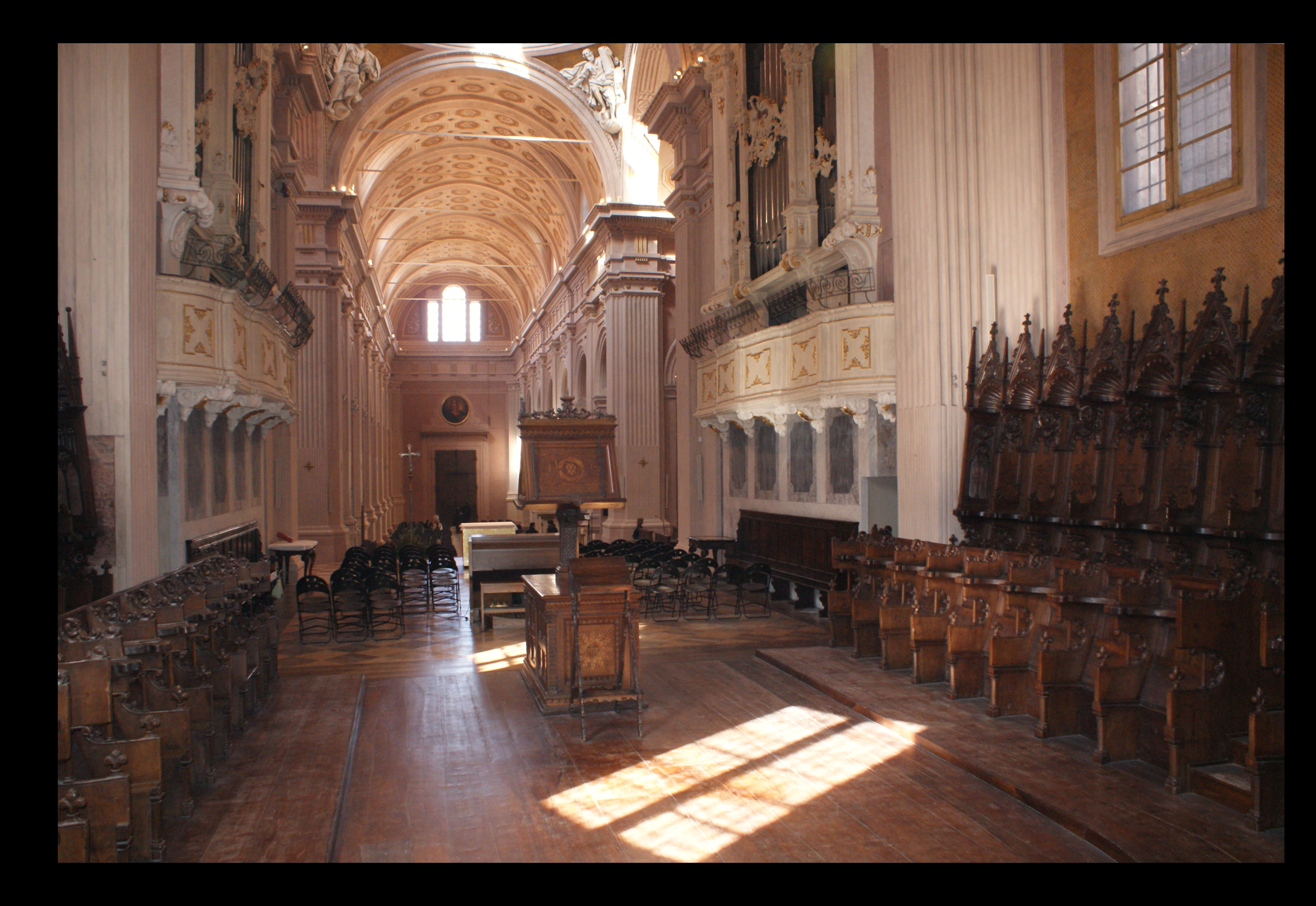
Interior de la catedral de Reggio Emilia

De fet, no se'n coneix més que la parella hauria sigut màrtir al final del segle iii, a la Via Numeriana. La resta de dades són elaboracions llegendàries de les Vitae, sense cap credibilitat.
El relat de la seva passió és llegendari, i Gregori de Tours ja en cita una Passio, que podria remuntar-se al segle v. Segons aquest document, Crisant era fill de Polemi i nascut a Alexandria; va anar a Roma per estudiar-hi filosofia durant el regnat de Numerià (283-284). Llavors hauria conegut un prevere anomenat Carpòfor, que l'hauria l'instruït en la religió cristiana i després batejat.
Quan son pare Polemi se'n va assabentar, volia que Crisant tornés al culte pagà. Li va enviar Daria per tal que el seduís i el fes tornar a la tradició. Crisant, en canvi, va convertir Daria, que es va batejar. Tots dos van arribar a un acord: simularien haver-se casat i, d'aquesta manera ningú no els molestaria i podrien predicar lliurement i convertir altres romans.
Foren descoberts i acusats al prefecte Celerí. Segons una altra tradició, en va confiar la custòdia al tribú Claudi que, en veure alguns prodigis fets per Crisant, i la força de la seva fe, va convertir-se també, juntament amb la seva dona i els seus fills: Hilària, Jasó i Maure. Tots ells i altres amics i parents i els setanta soldats de la guarnició que els vigilava s'haurien convertits.
En aquest punt Numerià va intervenir i va condemnar Claudi, que va ser llençat al mar amb una mola al coll, i els seus fills i els soldats, van ser decapitats i sepultats a la Via Salaria. Hilària, que s'havia salvat, fou morta mentre pregava a la tomba. Mentrestant, Cristant i Daria foren interrogats i torturats i, finalment, portats a la Via Salaria, on van ser enterrats vius en una fossa.

## Veneració
Els dos màrtirs eren recordats en diversos dies de l'any segons el martirologis antics, fins que el Martirologi romà va fixar la data del 25 d'octubre. El seu culte s'estengué per Itàlia, Alemanya i Àustria i França, principalment, durant l'Alta Edat Mitjana. Són els patrons de Reggio Emilia.
Als Itinerari del segle vii apareix una capelleta del cementiri de Trasó, a la Via Salaria, com a lloc d'enterrament i de pelegrinatge el dia de la seva festivitat. Hi ha notícies de diverses translacions de les relíquies: el papa Pau I (757-767) les portà a San Silvestro de Roma; Pasqual I (817-824), segons altres fonts, les va portar de la Via Salaria a Santa Prassede, i Esteve V (885-891) les hauria dut a Sant Joan del Laterà. Sembla que cap al 884, van portar-se al monestir de Bad Münstereiffel a l'actual Alemanya i el 947, un nou trasllat les va portar a Reggio Emilia. El bisbe Adelard els va proclamar patrons de la ciutat.
Se'n conserven altres relíquies a Oria (Brindisi), Salzburg, Viena i Nàpols.